# Ken Leek
Kenneth 'Ken' Leek (Ynysybwl, 26 de julho de 1935 - 19 de novembro de 2007) foi um futebolista galês que atuava como atacante.

## Carreira
Ken Leek fez parte do elenco da Seleção Galesa de Futebol, na Copa do Mundo de 1958.